# Rotura de estocaje

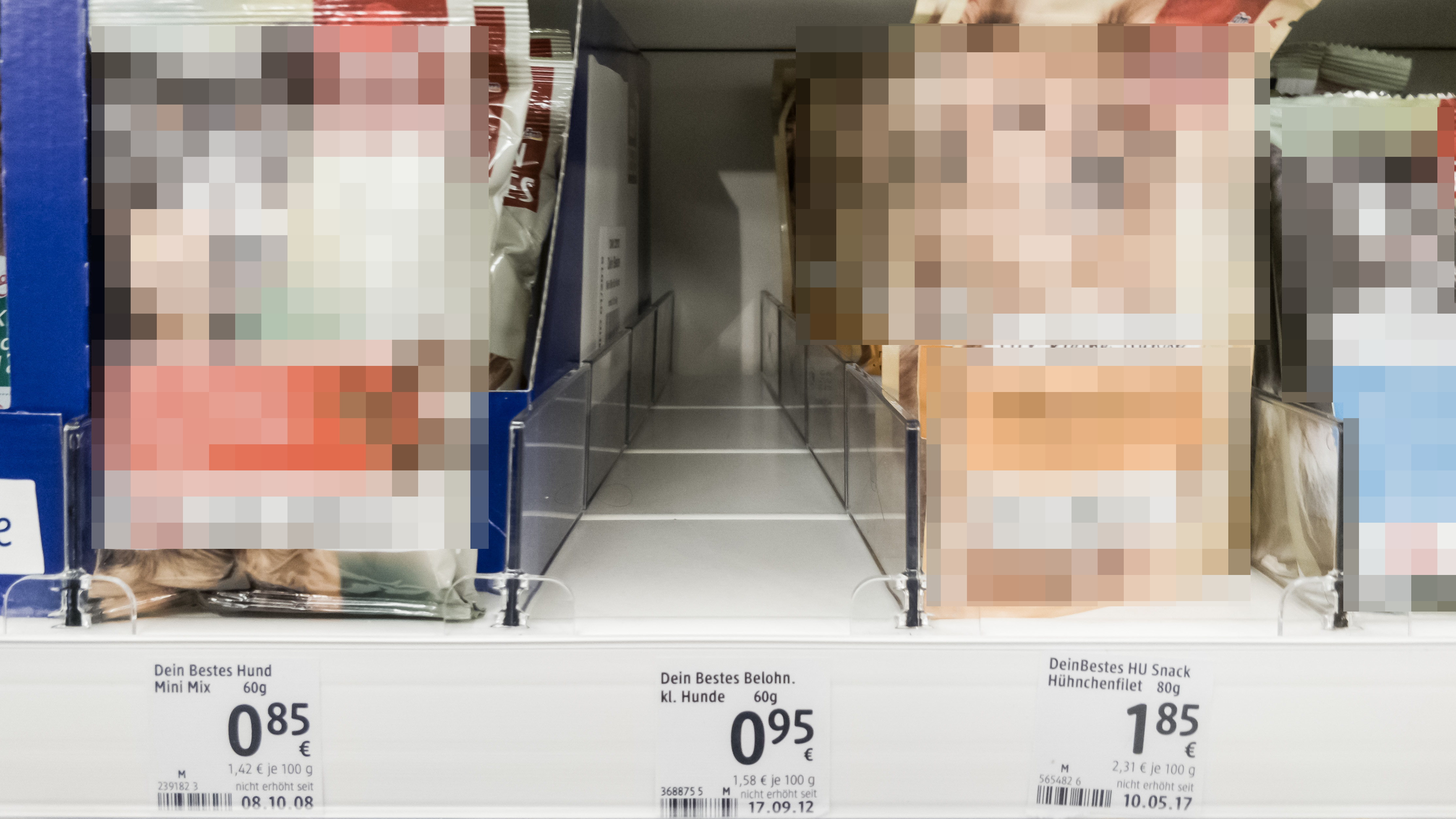
Stockout De comida de perro

Una rotura de estocaje o incidente de fuera-de-estocaje o sin-estocaje (OOS) es un acontecimiento  que causa que se agote un inventario o estocaje. Mientras los fuera-de-estocaje  pueden ocurrir a lo largo de la cadena de suministro entera, la clase más visible de rotura de estocaje es la minorista en la industria de bienes de consumido de rápido movimiento (p. ej., golosinas, pañales, frutas). Rotura de estocaje es lo contrario a sobrestocaje, donde se encuentrs retenido demasiado inventario.